# Skarø
Skarø és una petita illa danesa que es troba al sud de Fionia. Té una superfície de tan sols 1,97 km² i el 2016 tenia 32 habitants. Forma part del municipi de Svendborg. Un servei de ferri la uneix amb Svendborg i la veïna illa Drejø.